# Europamästerskapen i fälttävlan 2009
Europamästerskapen i fälttävlan 2009 arrangerades i Fontainebleau i Frankrike. Tävlingen var den 29:e upplagan av Europamästerskapen i fälttävlan.

## Resultat
| Placering | Ryttare         | Häst                | Land |
| --------- | --------------- | ------------------- | ---- |
| 1         | Kristina Cook   | Miners Frolic       | GBR  |
| 2         | Piggy French    | Some Day Soon       | GBR  |
| 3         | Michael Jung    | La Biostehtique Sam | GER  |
| 11        | Linda Algotsson | Stand By Me         | SWE  |
| 12        | Malin Larsson   | Piccadilly Z        | SWE  |
| 21        | Dag Albert      | Tubber Rebel        | SWE  |
| 30        | Anna Hilton     | L'Ester de la Pree  | SWE  |
| 31        | Katrin Norling  | Pandora Emm         | SWE  |
| 35        | Niklas Lindbäck | Mr Pooh             | SWE  |

| Placering | Land           |
| --------- | -------------- |
| 1         | Storbritannien |
| 2         | Italien        |
| 3         | Belgien        |
| 4         | Sverige        |